# 镇淮楼 (和县)
镇淮楼，位于中国安徽省和县县城历阳镇，始建于北宋时期。1989年7月，列入安徽省重点文物保护单位。

## 建筑概况
镇淮楼位于和县原人民政府办公地对面。镇淮楼高11米，宽21米，平台长55米。

## 历史
镇淮楼建于北宋时期。明太祖朱元璋曾登此楼赋诗。
明代弘治年间，知州陈宪重修；嘉靖年间，知州宋继先再次修建。清代乾隆年间，知州徐元重修；道光年间，知州李煜重修。光绪十七年（1881年），知州罗锡畴再次重修。